# Asura pilcheri
Miltochrista pilcheri is een beervlinder uit de familie van de spinneruilen (Erebidae). De wetenschappelijke naam van de soort is voor het eerst gepubliceerd in 1891 door Thomas Pennington Lucas.
De soort komt voor in Australië